# SPA Grunewald
SPA Grunewald este o arie protejată (arie de protecție specială avifaunistică — SPA) din Germania întinsă pe o suprafață de 1.510,37 ha, integral pe uscat.

## Localizare
Centrul sitului SPA Grunewald este situat la coordonatele 52°28′40″N 13°15′49″E / 52.4778°N 13.2636°E.

## Înființare
Situl SPA Grunewald a fost declarat arie de protecție specială avifaunistică în iunie 2003 pentru a proteja 8 specii de animale.

## Biodiversitate
Situată în ecoregiunea continentală, aria protejată nu include niciun habitat protejat.
La baza desemnării sitului se află mai multe specii protejate de  păsări (8): pescăruș albastru (Alcedo atthis), ciocănitoarea de stejar (Dendrocopos medius), ciocănitoare neagră (Dryocopus martius), muscar (Ficedula parva), Grus grus grus, sfrâncioc roșiatic (Lanius collurio), ciocârlie de pădure (Lullula arborea), viespar (Pernis apivorus)